# Severo Ochoa
Severo Ochoa, špansko-ameriški zdravnik in biokemik, nobelovec, 24. september 1905, Luarca, Asturija, Španija, † 1. november 1993, Madrid.
Študiral je na kolidžu v Málagi, kjer je diplomiral leta 1921. Navdihnjen z delom Ramóna y Cajala je po tistem vpisal študij medicine na Univerzi v Madridu in leta 1929 pridobil naziv doktorja medicine. Nato je odšel v Heidelberg, kjer je raziskoval različne fiziološke procese pod vodstvom Otta Meyerhofa.
Leta 1931 je postal predavatelj fizologije na Univerzi v Madridu in leta 1934 napredoval še do vodje oddelka za fiziologijo na Medicinskem inštitutu v Madridu. V tem obdobju se je izpopolnjeval v Londonu, kjer je prvič prišel v stik z raziskavami na področju encimologije. Med letoma 1936 in 1941 je deloval v različnih laboratorijih v tujini, med drugim v Heidelbergu, Plymouthu in na Univerzi v Oxfordu. Tu so njegovo pozornost pritegnile encimske reakcije oksidativne presnove, katerih raziskavam se je posvetil v ZDA; sprva je deloval na Univerzi Washingtona v St. Louisu, od leta 1942 pa na medicinski fakulteti Univerze v New Yorku. Motiva pogostih selitev sta bila tako iskanje najboljših pogojev za raziskave kot tudi težavne družbenopolitične razmere v Evropi pred izbruhom druge svetovne vojne. Na univerzi v New Yorku je predaval biokemijo in famakologijo, kasneje pa je postal tudi predsednik oddelka za biokemijo. Leta 1956 je pridobil ameriško državljanstvo in ostal na Univerzi v New Yorku do svoje upokojitve leta 1974. 
Njegove raziskave encimskih procesov, biološke oksidacije in energetskega metabolizma so močno pripomogle k razumevanju kemičnih procesov v telesu. Njegovo najvidnejše odkritje je encim polinukleotidna fosforilaza, za katerega so sprva mislili, da je odgovoren za biosintezo ribonukleinske kisline. Kasneje se je izkazalo, da ima v tem procesu zgolj pomožno vlogo, a je bil kasneje s pridom uporabljen v raziskavah, s katerimi so razvozlali genetski kod.
Za svoje delo je prejel več nagrad, med njimi leta 1959 skupaj z Arthurjem Kornbergom Nobelovo nagrado za fiziologijo ali medicino in leta 1979 Nacionalno medaljo znanosti. Tudi po prejemu najuglednejše nagrade v znanosti se zaradi nasprotovanja Francovemu fašističnemu režimu ni mogel vrniti v Španijo. V domovino sta se z ženo Carmen vrnila šele leta 1985.